# Javi Sánchez
Javier Sánchez de Felipe (Getafe, 14 maart 1997) is een Spaans voetballer die doorgaans als centrale verdediger speelt. Hij staat onder contract bij Real Valladolid.

## Clubcarrière
Sánchez is afkomstig uit de jeugdopleiding van Real Madrid. In oktober 2015 debuteerde hij voor het tweede elftal, Real Madrid Castilla. Tijdens het seizoen 2016/17 speelde hij dertien competitieduels, het seizoen erna speelde hij dertig competitieduels. Op 31 oktober 2018 debuteerde Sánchez voor Real Madrid in de Copa del Rey tegen UD Melilla. Hij begon de wedstrijd in de basiself en vormde centraal achterin een duo met Sergio Ramos. Naast twee bekerwedstrijden en een competitiewedstrijd speelde hij in het seizoen 2018/19 ook nog twee Europese wedstrijden: in het Champions League-groepsduel tegen Viktoria Pilsen mocht hij kort voor het uur invallen voor Sergio Ramos, in het slotduel van de groepsfase mocht hij tegen CSKA Moskou de volledige wedstrijd spelen.
In het seizoen 2019/20 verhuurde Real Madrid hem aan Real Valladolid. Door een enkelblessure miste hij een groot deel van het seizoen, maar toch nam de club hem in juni 2020 voor €3.000.000 definitief over van Real Madrid.

## Clubstatistieken
| Seizoen         | Club              | Land            | Competitie       | Competitie | Competitie | Beker | Beker | Supercup | Supercup | Europees | Europees | Totaal | Totaal |
| Seizoen         | Club              | Land            | Competitie       | Wed.       | Dlp.       | Wed.  | Dlp.  | Wed.     | Dlp.     | Wed.     | Dlp.     | Wed.   | Dlp.   |
| --------------- | ----------------- | --------------- | ---------------- | ---------- | ---------- | ----- | ----- | -------- | -------- | -------- | -------- | ------ | ------ |
| 2018/19         | Real Madrid       | Vlag van Spanje | Primera División | 1          | 0          | 2     | 0     | —        | —        | 2        | 0        | 5      | 0      |
| 2019/20         | → Real Valladolid | Vlag van Spanje | Primera División | 1          | 0          | 1     | 0     | —        | —        | —        | —        | 2      | 0      |
| 2020/21         | Real Valladolid   | Vlag van Spanje | Primera División | 0          | 0          | 0     | 0     | —        | —        | —        | —        | 0      | 0      |
| Carrière totaal | Carrière totaal   | Carrière totaal | Carrière totaal  | 2          | 0          | 3     | 0     | 0        | 0        | 2        | 0        | 7      | 0      |

Bijgewerkt op 17 juni 2020.